# Enemy (Imagine Dragons x JID)
Enemy is een nummer van de Amerikaanse band Imagine Dragons en de Amerikaanse rapper JID uit 2021. Het nummer is afkomstig van de soundtrack van de animatieserie Arcane.
Het nummer werd een wereldwijde hit. Hoewel het nummer slechts een bescheiden 48e positie behaalde in de Amerikaanse Billboard Hot 100, werd het een top 20-hit in het Nederlandse taalgebied. In de Nederlandse Top 40 bereikte het de 5e positie, en in de Vlaamse Ultratop 50 de 18e.

## NPO Radio 2 Top 2000
| Nummer met noteringen in de NPO Radio 2 Top 2000 | '22 | '23  | '24  |
| ------------------------------------------------ | --- | ---- | ---- |
| Enemy                                            | 779 | 1576 | 1303 |

1. ↑  Een vetgedrukt getal geeft de hoogste notering aan.
2. ↑  2022 was het eerste jaar met een notering voor dit nummer.